# Ngộ độc thiếc
Ngộ độc thiếc đề cập đến tác dụng độc hại của thiếc và các hợp chất của nó. Các trường hợp ngộ độc từ kim loại thiếc, oxit và muối của nó là "gần như không có"; mặt khác, một số hợp chất hữu cơ của thiếc có mức độc hại gần như xyanua.

## Sinh học và độc dược học
Thiếc không có vai trò sinh học tự nhiên được biết đến trong các sinh vật sống. Nó không dễ dàng được hấp thụ bởi động vật và con người. Độc tính thấp của thiếc đã dẫn đến đến việc sử dụng rộng rãi thiếc trong đồ ăn và thực phẩm đóng hộp. Buồn nôn, nôn mửa và tiêu chảy đã được báo cáo sau khi ăn thức ăn đóng hộp có chứa 200 mg / kg thiếc. Do trường hợp này, Cơ quan Tiêu chuẩn Thực phẩm ở Anh đề xuất giới hạn cho phép là 200 mg/kg. Một nghiên cứu cho thấy 99,5% lon thực phẩm được kiểm soát có chứa thiếc với khối lượng dưới mức đó. Tuy nhiên, lon thiếc không sơn với thực phẩm có độ pH thấp, ví dụ, trái cây và rau ngâm, có thể chứa nồng độ thiếc cao hơn.
Tác dụng độc hại của các hợp chất thiếc dựa trên sự can thiệp vào quá trình chuyển hóa sắt và đồng. Ví dụ, nó ảnh hưởng đến heme và cytochrom P450 và làm giảm hiệu quả của chúng
Các hợp chất hữu cơ của thiếc có thể rất độc hại. "Tri-n-alkyltins" là chất độc tế bào và tùy thuộc vào các nhóm hữu cơ, có thể là chất diệt khuẩn và thuốc diệt nấm mạnh. Các triorganotin khác được sử dụng làm miticide và acaricide. Tributyltin (TBT) đã được sử dụng rộng rãi trong sơn chống đông biển, cho đến khi ngừng sử dụng do lo ngại về độc tính biển lâu dài ở các khu vực giao thông biển cao như bến du thuyền với số lượng lớn tàu tĩnh.